# Panorama-Pass
Der Panorama-Pass ist ein 250 m hoher Gebirgspass auf der Ulu-Halbinsel im Nordwesten der westantarktischen James-Ross-Insel. Er trennt den Berry Hill im Norden von den nördlichen Ausläufern der Lachman Crags im Süden und verbindet die Hochebene Giant Garden im Westen mit dem Halozetes Valley im Osten.
Das UK Antarctic Place-Names Committee benannte den Pass 2006 nach dem imposanten Ausblick, der sich hier von der Trinity-Halbinsel im Westen bis zur Vega-Insel im Osten bietet.